# Fernando Weyler Santacana

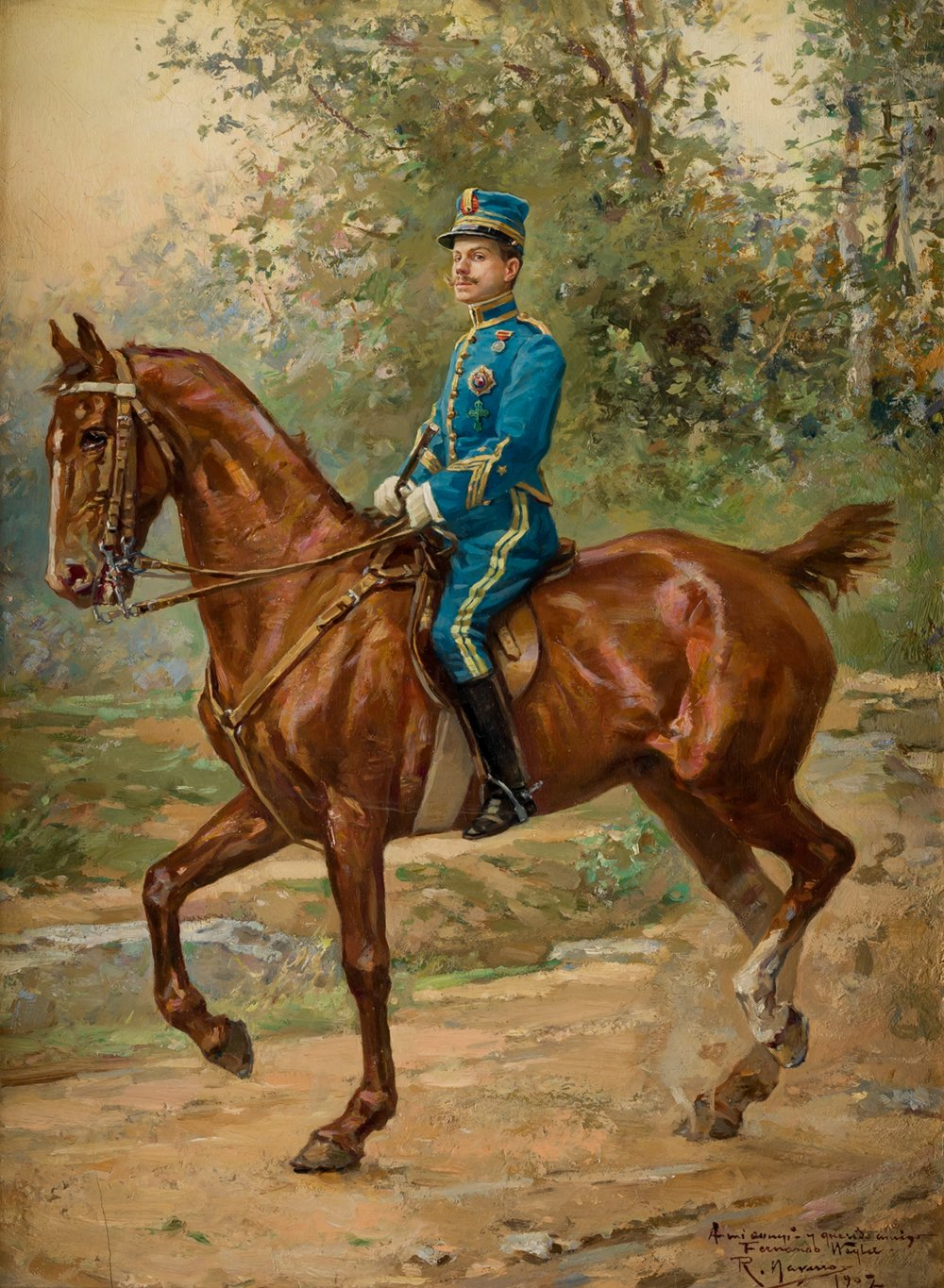
Retrato de Román Navarro, 1907

Fernando Weyler Santacana (Valencia, 1877-Palma de Mallorca, 1931), ii duque de Rubí y grande de España, fue un militar, escritor y político español, diputado y senador en las Cortes de la Restauración. Era hijo de Valeriano Weyler.

## Biografía
Hijo del general Weyler, era marqués de Tenerife. Se licenció en Derecho y fue comandante de caballería y ayudante de campo de su padre. Como miembro del Partido Liberal, fue diputado por Palma de Mallorca en las elecciones generales de 1905 y 1918, y por el distrito electoral de Ocaña (provincia de Toledo) en las elecciones de 1910, 1914 y 1916. También fue redactor de El Día y escribió algunas obras de teatro en castellano. Ocupó el cargo de director general de Bellas Artes entre el 12 de diciembre de 1922 y el 28 de septiembre de 1923. Falleció en Palma en 1931, el día 3 de agosto.

## Obras
- Los parientes (1908), teatro
- Los húsares (1900), ensayo
- Cavatinas (1916), poesía